# ホームボーイ
『ホームボーイ』（原題: Homeboy）は、1988年に製作されたアメリカ映画。主演するミッキー・ロークが原案も手がけ、元妻のデボラ・フューアーと共演している。エリック・クラプトンが音楽を担当した。

## あらすじ
流しのボクサーとして各地を渡り歩くジョニーは、父から受け継いだ遊園地で働く女性ルビーに好意を寄せていた。売れない歌手のウェズリーが試合会場に現れ、ジョニーを宝石強盗に誘う。

## キャスト
- ジョニー・ウォーカー ： ミッキー・ローク
- ウェズリー・ペンダーグラス ： クリストファー・ウォーケン
- ルビー ： デボラ・フューアー
- グラジアーノ ： ケヴィン・コンウェイ
- レイ ： アントニー・アルダ
- ルー ： トーマス・クイン
- モー・フィンガーズ ： ジョン・ポリト
- ビル ： ビル・スレイトン
- コットン ： マシュー・ルイス
- 医師 ： ルーベン・ブラデス
- 酔っ払い ： スティーヴン・ボールドウィン
- リングアナウンサー ： マイケル・バッファー

## その他
ミッキー・ロークは、『エンゼル・ハート』の撮影中にプロデューサーのアラン・マーシャルを説得し、アラン・パーカー監督の直属のスタッフを『ホームボーイ』の撮影に協力させた。アラン・パーカーの多くの作品で撮影を担当しているマイケル・セレシンが監督に就き、『エンゼル・ハート』の製作をしたエリオット・カストナーが製作に名前を連ねている。